# Kaubang Airport
Kaubang Airport (engelska: Kao Airport) är en flygplats i Indonesien. Den ligger i den nordöstra delen av landet, 2 500 km öster om huvudstaden Jakarta. Kaubang Airport ligger 13 meter över havet.
Terrängen runt Kaubang Airport är varierad. Havet är nära Kaubang Airport åt sydost.